# Sternotomis variabilis
Sternotomis variabilis är en skalbaggsart som beskrevs av Max Quedenfeldt 1881. Sternotomis variabilis ingår i släktet Sternotomis och familjen långhorningar.
Artens utbredningsområde är Angola. Inga underarter finns listade i Catalogue of Life.